# Guardarraya (banda)
Guardarraya es una banda ecuatoriana de rock, cuyo sonido se caracteriza por la fusión entre rock progresivo, rock electrónico y rock alternativo con influencias latinoamericanas, música andina y folclor ecuatoriano. Basados en Quito, y conformados en el año 1999, la agrupación continúa activa hasta la actualidad.

## Historia
Autodefinidos como una banda de "música visceral y urbana", la agrupación se conforma en 1999, primero como parte de otro proyecto musical que no logra despegar, juntando de esta experiencia a los guitarristas Álvaro Bermeo y Mateo Crespo, quienes además interpretaban instrumentos andinos como quena y charango. A ellos se suma el bajista Andrés Pacheco, con quien consolidan al año siguiente la primera alineación oficial de Guardarraya.
En 2000 graban su primer EP homónimo y en 2003 el álbum Chistes y Roces, tras lo cual Franco Aguirre reemplaza a Andrés Pacheco en el bajo. En 2006, Daniel Pasquel y Toño Cepeda, músicos de la banda Can Can se suman a Guardarraya, decidiendo luego realizar un ensamble conjunto entre las dos bandas denominado «Guardacan», presentándose en 2007 en el Teatro Bolívar de Quito y publicando un álbum en vivo en 2008, año en que también publican un disco de versiones y rarezas (nuevamente como Guardarraya) al que titulan Surtidos selectos.
En 2009 publican Quitarán di áhi, disco que consolida el sonido de la agrupación, y del que promocionan los temas "Lero Lero", "Te recorreré" y "1537", con buenas críticas y gran aceptación local. Tras varios años de conciertos, en 2016 Guardarraya se junta nuevamente a componer en la localidad de Cayambe, y a través de esfuerzos de autogestión y el apoyo económico de sus fans editan en 2017 el disco Me fui a volver, del que promocionan en 2018 el clip de "La Diabla".
Guardarraya estuvo entre los debutantes del Quito Fest en 2003, volviendo a participar en las ediciones de 2007 (como Guardacan), 2011  y 2018, compartiendo escenarios junto a diversos grupos como Can Can, Rocola Bacalao, Mamá Vudú, Total Death, Panteón Rococó, Thell Barrio y muchas más. En 2019 fueron invitados a la apertura del concierto de Caifanes, en el Ágora de la Casa de la Cultura de Quito.
Durante la pandemia por covid-19, Guardarraya participó de la edición virtual del festival Cosquín Rock de Argentina, en julio de 2020.

## Integrantes
Álvaro Bermeo (guitarra y voz)
- Mateo Crespo (guitarra y 2.ª voz)
- Andrés Caicedo (percusión)
- Jason De la Vega (guitarra y sintetizadores)
- Franco Aguirre (bajo)

## Discografía
Álbumes
- 2000 - Guardarraya
- 2002 - Chistes y Roces
- 2009 -  Quitarán Di Áhi
- 2017 - Me Fui a Volver

En Directo
- 2008 - Guardacan
- 2021 - Vivo y Pandémico

Álbumes Recopilatorios
- 2008 - Surtidos Selectos

Sencillos
- 2018 - La Diabla